# Гусев, Максим (футболист)
Максим Гусев (эст. Maksim Gussev; 20 июля 1994, Нарва) — эстонский футболист, полузащитник. Выступал за национальную сборную Эстонии.

## Биография

### Клубная карьера
Начинал заниматься футболом в Нарве, первый тренер — Юрий Шаламов. С 2004 года занимался в таллинских футбольных клубах «Пуума» и «Легион», тренировался под руководством Михаила Артюхова, Виктора Пасикуты и Андрея Беспомощного. Пятикратный чемпион Эстонии в младших возрастах. В составе взрослой команды «Легиона» выступал в 2010—2012 годах в первой и второй лигах чемпионата Эстонии.
В 2013 году перешёл в таллинскую «Флору». Дебютный матч в высшей лиге Эстонии сыграл 9 марта 2013 года против «Пайде», заменив на 74-й минуте Альберта Просу. Первый гол в высшей лиге забил 23 мая 2014 года на 94-й минуте матча против «Инфонета», принеся своей команде победу 3:2. В составе «Флоры» по состоянию на 2018 год сыграл более 100 матчей. Становился чемпионом Эстонии (2015, 2017), обладателем Кубка (2012/13, 2015/16) и Суперкубка (2014, 2016).
В 2019 году играл на правах аренды за финские клубы высшего дивизиона «КПВ» и первого дивизиона «МюПа-47». В 2020 году вернулся в таллинский «Легион», проводивший дебютный сезон в высшей лиге Эстонии. Летом 2021 года перешёл в «Нымме Калью», с которым стал финалистом Кубка Эстонии 2021/22.

### Карьера в сборной
С 2014 года выступал за молодёжную сборную Эстонии, провёл 20 матчей. Также играл за олимпийскую сборную страны.
В национальной сборной Эстонии дебютировал 9 июня 2015 года в матче против Финляндии. Первый гол забил в своём втором матче, 11 ноября 2015 года в ворота сборной Грузии. Последний на данный момент матч сыграл 31 августа 2016 года против Мальты. Всего в 2015—2016 годах сыграл за сборную 9 матчей и забил один гол.